# Pleospora comata
Pleospora comata är en svampart som beskrevs av Niessl 1872. Pleospora comata ingår i släktet Pleospora och familjen Pleosporaceae.  Arten är reproducerande i Sverige. Inga underarter finns listade i Catalogue of Life.